# Rhacocarpus purpurascens
Rhacocarpus purpurascens är en bladmossart som beskrevs av Jean Édouard Gabriel Narcisse Paris 1900. Rhacocarpus purpurascens ingår i släktet Rhacocarpus och familjen Hedwigiaceae. Inga underarter finns listade i Catalogue of Life.